# Ga Nakseongdae
Ga Nakseongdae (Ganggamchan) (Tiếng Hàn: 낙성대(강감찬)역, Hanja: 落星垈(姜邯贊)驛) là ga tàu điện ngầm nằm trên Tàu điện ngầm Seoul tuyến 2 ở Bongcheon-dong, Gwanak-gu, Seoul. Nhà ga được đặt tên giống như một khu gần đó gọi là Nakseongdae (落星垈).

## Lịch sử
- 30 tháng 6 năm 1983: Tên ga được quyết định là Ga Nakseongdae[2]
- 17 tháng 12 năm 1983: Việc kinh doanh bắt đầu với việc khai trương Tàu điện ngầm Seoul tuyến 2 đoạn Đại học Giáo dục Quốc Gia Seoul ~  Đại học Quốc gia Seoul[3]
- 26 tháng 12 năm 2019: Tên ga đổi thành Ga Nakseongdae (Ganggamchan)

## Bố trí ga
| Sadang ↑                 |
| \| Vòng ngoài            |
| ↓ Đại học Quốc gia Seoul |

| Vòng ngoài | ●Tuyến 2 | ← Hướng đi Sadang · Gangnam · Jamsil            |
| Vòng trong | ●Tuyến 2 | → Hướng đi Sillim · Sindorim · Đại học Hongik → |

## Xung quanh nhà ga
- Trường trung học cơ sở Gwanak
- Sân vận động cộng đồng Gwanak-gu
- Trung tâm thể thao cộng đồng Gwanak-gu
- Kkachigogae
- Nakseongdae
- Công viên Deoksu
- Trường trung học Dongjak
- Trường trung học nghệ thuật Seoul
- Gwanak Campus của Làng tiếng Anh Seoul
- Trường tiểu học Seoul Inheon
- Bảo tàng Khoa học Seoul
- Chợ Wondang
- Trường trung học cơ sở Inheon
- Trường trung học Inheon
- Nhà Thờ Haeoreum

## Hình ảnh

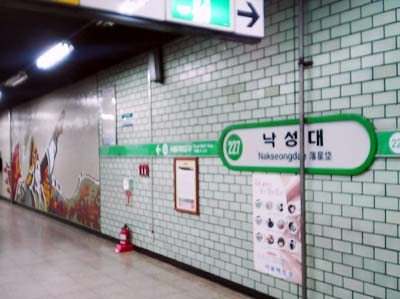
Sân ga Nakseongdae Tuyến 2 (trước khi tu sửa)
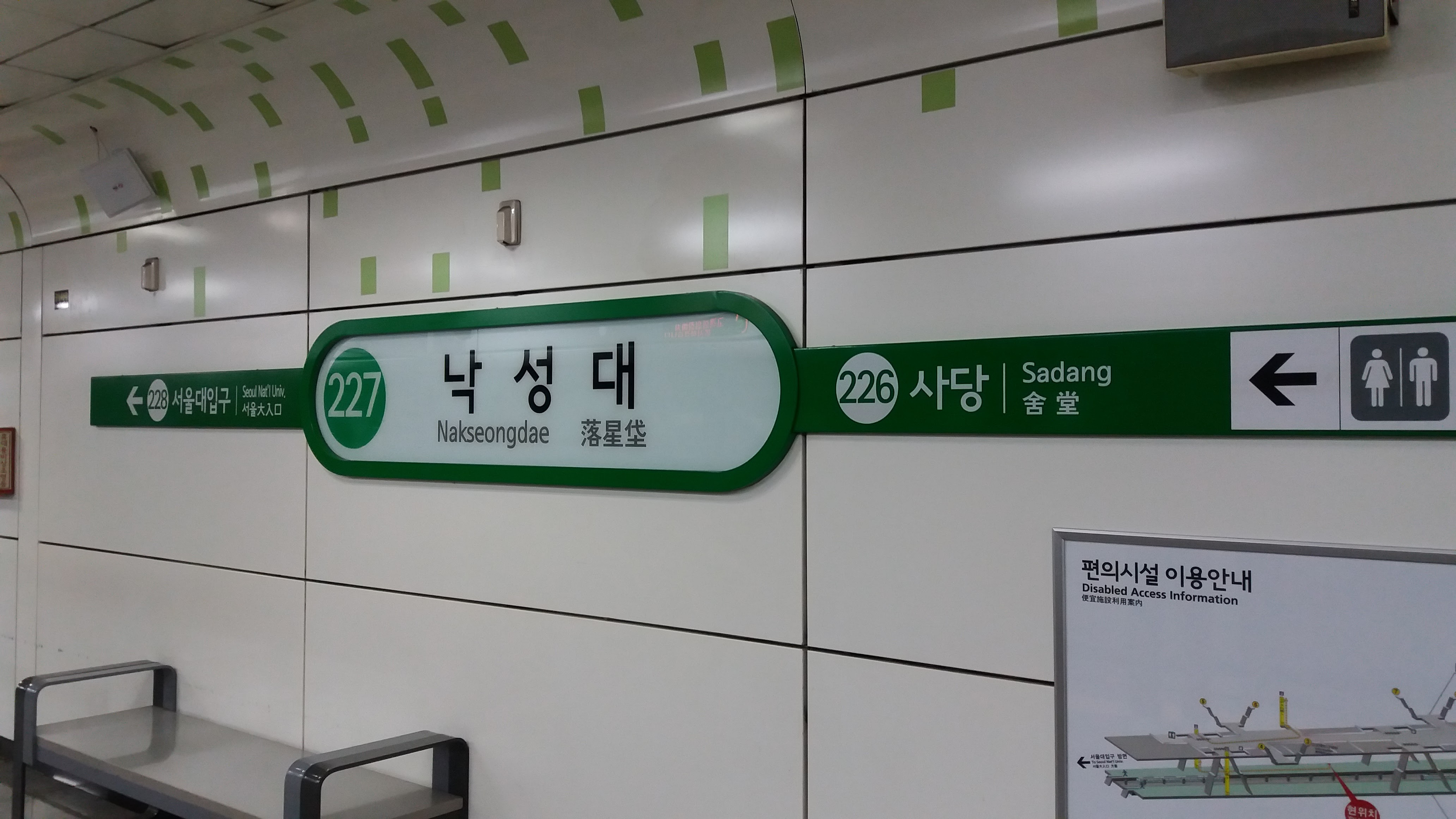
Biển hiệu ga Nakseongdae